# Tokmok (Kirguistán)
Tokmak o Tokmok (Токмок/Tokmok en kirguís; Токмак/Tokmak en ruso) es una ciudad en la provincia de Chuy del norte de Kirguistán. Tokmak está a una altitud de 816 metros sobre el nivel de mar. Fue la capital administrativa de provincia de Chuy entre 2004 y 19 de abril de 2006. Actualmente es el centro administrativo del distrito de Chuy, pero no pertenece al mismo y está directamente subordinada a la provincia.
En 2009 tenía 53 231 habitantes, de los cuales el 46,8% eran étnicamente kirguises, el 20,5% rusos, el 16,5% dunganos y el 8,6% uzbekos.
La torre de Burana del siglo XI está situada a unos 15 kilómetros al sur de Tokmak. Se encuentra junto a las ruinas que pueden ser los restos de la ciudad antigua de Balasagun, fundada por los sogdianos y que fue posteriormente la capital de los Qarajánidas.

## Clima
| Parámetros climáticos promedio de Tokmok | Parámetros climáticos promedio de Tokmok | Parámetros climáticos promedio de Tokmok | Parámetros climáticos promedio de Tokmok | Parámetros climáticos promedio de Tokmok | Parámetros climáticos promedio de Tokmok | Parámetros climáticos promedio de Tokmok | Parámetros climáticos promedio de Tokmok | Parámetros climáticos promedio de Tokmok | Parámetros climáticos promedio de Tokmok | Parámetros climáticos promedio de Tokmok | Parámetros climáticos promedio de Tokmok | Parámetros climáticos promedio de Tokmok | Parámetros climáticos promedio de Tokmok |
| Mes                                      | Ene.                                     | Feb.                                     | Mar.                                     | Abr.                                     | May.                                     | Jun.                                     | Jul.                                     | Ago.                                     | Sep.                                     | Oct.                                     | Nov.                                     | Dic.                                     | Anual                                    |
| ---------------------------------------- | ---------------------------------------- | ---------------------------------------- | ---------------------------------------- | ---------------------------------------- | ---------------------------------------- | ---------------------------------------- | ---------------------------------------- | ---------------------------------------- | ---------------------------------------- | ---------------------------------------- | ---------------------------------------- | ---------------------------------------- | ---------------------------------------- |
| Temp. media (°C)                         | -5.3                                     | -4.2                                     | 3.2                                      | 11.4                                     | 16.2                                     | 20.6                                     | 23.3                                     | 22.0                                     | 16.8                                     | 9.8                                      | 2.8                                      | -2.5                                     | 9.5                                      |
| Precipitación total (mm)                 | 25.2                                     | 27.3                                     | 49.6                                     | 70.0                                     | 68.1                                     | 37.3                                     | 20.2                                     | 12.1                                     | 16.3                                     | 39.7                                     | 41.5                                     | 26.9                                     | 434.2                                    |
| Días de precipitaciones (≥ 0.1 mm)       | 9.0                                      | 9.3                                      | 12.0                                     | 11.8                                     | 12.4                                     | 10.2                                     | 7.6                                      | 5.5                                      | 4.9                                      | 7.7                                      | 9.2                                      | 8.7                                      | 108.3                                    |
| Humedad relativa (%)                     | 74.0                                     | 75.1                                     | 68.5                                     | 55.4                                     | 53.3                                     | 46.9                                     | 44.1                                     | 43.7                                     | 46.2                                     | 56.2                                     | 67.1                                     | 75.3                                     | 58.8                                     |
| Fuente:                                  |                                          |                                          |                                          |                                          |                                          |                                          |                                          |                                          |                                          |                                          |                                          |                                          |                                          |